# العلاقات الصومالية النيوزيلندية
العلاقات الصومالية النيوزيلندية هي العلاقات الثنائية التي تجمع بين الصومال ونيوزيلندا.

## مقارنة بين البلدين
هذه مقارنة عامة ومرجعية للدولتين:
| وجه المقارنة                                              | الصومال                        | نيوزيلندا                                              |
| --------------------------------------------------------- | ------------------------------ | ------------------------------------------------------ |
| المساحة (كم2)                                             | 637.66 ألف                     | 268.02 ألف                                             |
| عدد السكان (نسمة)                                         | 14.74 مليون                    | 4.24 مليون                                             |
| الكثافة السكانية (ن./كم²)                                 | 23.12                          | 15.82                                                  |
| العاصمة                                                   | مقديشو                         | ويلينغتون، أوكلاند                                     |
| اللغة الرسمية                                             | اللغة الصومالية، اللغة العربية | لغة إنجليزية، اللغة الماورية، لغة الإشارة النيوزيلندية |
| العملة                                                    | شلن صومالي                     | دولار نيوزيلندي، الجنيه النيوزيلندي                    |
| الناتج المحلي الإجمالي (بليون دولار)                      | 7.37 مليار                     | 205.85 مليار                                           |
| الناتج المحلي الإجمالي (تعادل القوة الشرائية) بليون دولار |                                |                                                        |
| الناتج المحلي الإجمالي الاسمي للفرد دولار أمريكي          | 549                            |                                                        |
| الناتج المحلي الإجمالي للفرد دولار أمريكي                 |                                |                                                        |
| مؤشر التنمية البشرية                                      |                                | 0.914                                                  |
| رمز المكالمات الدولي                                      | +252                           | +64                                                    |
| رمز الإنترنت                                              | .so                            | .nz                                                    |
| المنطقة الزمنية                                           | ت ع م+03:00                    | ت ع م+13:00، ت ع م+12:00                               |

## منظمات دولية مشتركة
يشترك البلدان في عضوية مجموعة من المنظمات الدولية، منها:
| علم المنظمة | اسم المنظمة                               | تاريخ انضمام الصومال | تاريخ انضمام نيوزيلندا |
| ----------- | ----------------------------------------- | -------------------- | ---------------------- |
|             | مؤسسة التنمية الدولية                     | 31 أغسطس 1962        | 1 أكتوبر 1974          |
|             | يونسكو                                    | 15 نوفمبر 1960       | 4 نوفمبر 1946          |
|             | الأمم المتحدة                             | 20 سبتمبر 1960       | 24 أكتوبر 1945         |
|             | الفريق المعني برصد الأرض                  | ?                    | ?                      |
|             | الاتحاد البريدي العالمي                   | ?                    | ?                      |
|             | البنك الدولي للإنشاء والتعمير             | 31 أغسطس 1962        | 31 أغسطس 1961          |
|             | الاتحاد الدولي للاتصالات                  | 28 سبتمبر 1962       | 3 يونيو 1878           |
|             | منظمة حظر الأسلحة الكيميائية              | ?                    | ?                      |
|             | مؤسسة التمويل الدولية                     | 31 أغسطس 1962        | 31 أغسطس 1961          |
|             | المركز الدولي لتسوية المنازعات الاستشارية | 30 مارس 1968         | 2 مايو 1980            |
|             | منظمة الشرطة الجنائية الدولية             | ?                    | ?                      |

## وصلات خارجية
- موقع وزارة الخارجية الصومالية
- موقع وزارة الخارجية النيوزيلندية